# Donżon (komiks)
Donżon (fr.: Donjon) – francuska seria komiksowa z gatunku fantasy, stworzona w 1998 przez Joanna Sfara i Lewisa Trondheima, scenarzystów wszystkich tomów, i realizowana przy udziale wielu innych artystów. Zakrojona na szeroką skalę i składająca się z wielu cykli o własnych podtytułach, pierwotnie została zakończona w 2014, a w 2020 reaktywowana. Ukazuje się oryginalnie nakładem wydawnictwa Delcourt; po polsku wydaje ją oficyna Timof i cisi wspólnicy od 2019 w formie tomów zbiorczych. 

## Fabuła
Fabuła serii jest parodią konwencji "magia i miecz", a w szczególności gier RPG typu Dungeons & Dragons, jednak poszczególne tomy różnią się od siebie nastrojem, tempem akcji, natężeniem humoru i nasyceniem przemocą. Wszystkie występujące w niej postacie są antropomorficznymi zwierzętami lub innymi dziwnymi stworzeniami. Tytułowy donżon, stylizowany na średniowieczną wieżę, to miejsce zarządzane przez kaczora Herberta, który stworzył tu biznesowe przedsięwzięcie przyciągające śmiałków szukających przygód i skarbów. Zwykle giną błyskawicznie, a ich dobytek wzbogaca zasoby wieży. Donżon składa się z cykli opowiadających o dziejach budowli od jej wzniesienia, przez okres świetności, aż do zburzenia.

## Cykle i chronologia
Część tomów zebrana jest w cykle nazwane etapami dnia, symbolizującymi etapy istnienia donżonu: Świt, Zenit, Zmierzch. Tomy serii oznaczone są specyficzną numeracją (także ujemną), nieodzwierciedlającą faktycznej kolejności publikacji, lecz kolejność wynikającą z chronologii wydarzeń zaplanowanej przez autorów.

## Wydanie polskie
Album zbiorczy Donżon tom 1 (2019)
| Tom            | Tytuł i rok wydania polskiego   | Tytuł i rok wydania oryginalnego | Rysownik        |
| -------------- | ------------------------------- | -------------------------------- | --------------- |
| Donżon Zenit 1 | Kacze serce (2019)              | Cœur de canard (1998)            | Lewis Trondheim |
| Donżon Zenit 2 | Król bijatyk (2019)             | Le Roi de la bagarre (1998)      | Lewis Trondheim |
| Donżon Zenit 3 | Księżniczka barbarzyńców (2019) | La Princesse des barbares (2000) | Lewis Trondheim |
| Donżon Zenit 4 | Czary i awatary (2019)          | Sortilège et avatare (2002)      | Lewis Trondheim |
| Donżon Zenit 5 | Wyjątkowe zaślubiny (2019)      | Un mariage à part (2006)         | Boulet          |
| Donżon Zenit 6 | Huczny powrót (2019)            | Retour en fanfare (2007)         | Boulet          |

Album zbiorczy Donżon tom 2 (2020)
| Tom              | Tytuł i rok wydania polskiego    | Tytuł i rok wydania oryginalnego | Rysownik                       |
| ---------------- | -------------------------------- | -------------------------------- | ------------------------------ |
| Donżon Świt -99  | Nocna koszula (2020)             | La Chemise de la nuit (1999)     | Christophe Blain               |
| Donżon Świt -98  | Obrońca prawa w kłopotach (2020) | Un justicier dans l'ennui (2001) | Christophe Blain               |
| Donżon Świt -97  | Umykająca młodość (2020)         | Une jeunesse qui s'enfuit (2003) | Christophe Blain               |
| Donżon Monstra 5 | Noc uwodziciela (2020)           | La Nuit du tombeur (2003)        | Jean-Emmanuel Vermot-Desroches |
| Donżon Monstra 7 | Mój syn zabójca (2020)           | Mon fils le tueur (2003)         | Blutch                         |
| Donżon Monstra 8 | Zgryzota (2020)                  | Crève-cœur (2004)                | Carlos Nine                    |
| Donżon Świt -84  | Po deszczu (2020)                | Après la pluie (2006)            | Christophe Blain               |
| Donżon Świt -83  | Bez szmeru (2020)                | Sans un bruit (2008)             | Christophe Gaultier            |

Album zbiorczy Donżon tom 3 (2022)
| Tom                 | Tytuł i rok wydania polskiego | Tytuł i rok wydania oryginalnego | Rysownik          |
| ------------------- | ----------------------------- | -------------------------------- | ----------------- |
| Donżon Zmierzch 101 | Cmentarzysko smoków (2022)    | Le Cimetière des dragons (1999)  | Joann Sfar        |
| Donżon Zmierzch 102 | Wulkan Vaucansonów (2022)     | Le Volcan des Vaucanson (2001)   | Joann Sfar        |
| Donżon Zmierzch 103 | Armageddon (2022)             | Armaggedon (2002)                | Joann Sfar        |
| Donżon Monstra 3    | Wielka karta (2022)           | La Carte majeure (2002)          | Andreas           |
| Donżon Monstra 4    | Czarny pan (2022)             | Le Noir Seigneur (2003)          | Stéphane Blanquet |

Album zbiorczy Donżon tom 4 (2022)
| Tom               | Tytuł i rok wydania polskiego  | Tytuł i rok wydania oryginalnego    | Rysownik             |
| ----------------- | ------------------------------ | ----------------------------------- | -------------------- |
| Donżon Monstra 1  | Straszliwy Jasiujasiu (2022)   | Jean-Jean la terreur (2001)         | Mazan                |
| Donżon Monstra 2  | Płaczliwy olbrzym (2022)       | Le Géant qui pleure (2001)          | Jean-Christophe Menu |
| Donżon Monstra 6  | Rozgardiasz u piwowarów (2022) | Du ramdam chez les brasseurs (2003) | Yoann                |
| Donżon Monstra 9  | Głębiny (2022)                 | Les Profondeurs (2004)              | Patrice Killoffer    |
| Donżon Monstra 10 | Żołnierze honoru (2022)        | Des soldats d'honneur (2006)        | Bézian               |
| Donżon Monstra 11 | Wielki konstruktor (2022)      | Le Grand Animateur (2007)           | Stanislas            |
| Donżon Monstra 12 | Grymuar wynalazcy (2022)       | Le Grimoire de l'inventeur (2008)   | Nicolas Keramidas    |

Album zbiorczy Donżon tom 5 (2023)
| Tom                 | Tytuł i rok wydania polskiego | Tytuł i rok wydania oryginalnego | Rysownik  |
| ------------------- | ----------------------------- | -------------------------------- | --------- |
| Donżon Zmierzch 104 | Dojo w Lagunie (2023)         | Le Dojo du lagon (2005)          | Kerascoët |
| Donżon Zmierzch 105 | Nowi centurioni (2023)        | Les Nouveaux Centurions (2006)   | Kerascoët |
| Donżon Zmierzch 106 | Rewolucje (2023)              | Révolutions (2009)               | Obion     |
| Donżon Zmierzch 110 | W samo południe (2023)        | Haut Septentrion (2014)          | Alfred    |
| Donżon Zmierzch 111 | Koniec Donżonu (2023)         | La Fin du donjon (2014)          | Mazan     |

Album zbiorczy Donżon tom 6 (2023)
| Tom             | Tytuł i rok wydania polskiego   | Tytuł i rok wydania oryginalnego | Rysownik      |
| --------------- | ------------------------------- | -------------------------------- | ------------- |
| Donżon Parady 1 | O jeden donżon za daleko (2023) | Un donjon de trop (2000)         | Manu Larcenet |
| Donżon Parady 2 | Mędrzec z getta (2023)          | Le Sage du ghetto (2001)         | Manu Larcenet |
| Donżon Parady 3 | Dzień ropuch (2023)             | Le Jour des crapauds (2002)      | Manu Larcenet |
| Donżon Parady 4 | Kwiaty i maluchy (2023)         | Des Fleurs et des marmots (2004) | Manu Larcenet |
| Donżon Parady 5 | Technika Grogro (2023)          | Technique Grogro (2014)          | Manu Larcenet |

Album zbiorczy Donżon tom 7 (2025)
| Tom               | Tytuł i rok wydania polskiego | Tytuł i rok wydania oryginalnego | Rysownik        |
| ----------------- | ----------------------------- | -------------------------------- | --------------- |
| Donżon Zenit 7    |                               | Hors des remparts (2020)         | Boulet          |
| Donżon Zenit 8    |                               | En sa mémoire (2020)             | Boulet          |
| Donżon Zenit 9    |                               | Steppes et brouillard (2022)     | Boulet          |
| Donżon Zenit 10   |                               | Formule incantatoire (2023)      | Boulet          |
| Donżon Monstra 13 |                               | Réveille-toi et meurs (2020)     | David B.        |
| Donżon Monstra 14 |                               | La Bière supérieure (2021)       | Bastien Quignon |

## Tomy nieuwzględnione dotąd w wydaniu polskim
| Cykl i numer tomu       | Tytuł i rok wydania oryginalnego | Rysownik           |
| ----------------------- | -------------------------------- | ------------------ |
| Donżon Bonus 1          | Clefs en mains (2001)            | Arnaud Moragues    |
| Donżon Antypody -10000  | L'Armée du Crâne (2020)          | Grégory Panaccione |
| Donżon Antypody +10000  | Rubéus Khan (2020)               | Vince              |
| Donżon Parady 6         | Garderie pour petiots (2021)     | Alexis Nesme       |
| Donżon Antypody -9999   | L'Inquisiteur mégalomane (2021)  | Grégory Panaccione |
| Donżon Zmierzch 112     | Pourfendeurs de démons (2021)    | Obion              |
| Donżon Potron-Minet -82 | Survivre aujourd'hui (2021)      | Stéphane Ouiry     |
| Donżon Antypody +10001  | Le Coffre aux âmes (2022)        | Vince              |
| Donżon Monstra 15       | Les Poupoutpapilloneurs (2022)   | Juanungo           |
| Donżon Monstra 16       | Quelque part ailleurs (2022)     | Guy Delisle        |
| Donżon Monstra 17       | Un héritage trompeur (2023)      | Bertrand Gatignol  |
| Donżon Antypody +10002  | Changement de programme (2023)   | Vince              |
| Donżon Bonus 2          | Création et parchemins (2023)    | Lewis Trondheim    |
| Donżon Monstra 18       | Noces de fleurs (2024)           | Aude Picault       |
| Donżon Zmierzch 113     | Passation (2024)                 | Obion              |
| Donżon Bonus 3          | Dynasties et magiciens (2024)    | Lewis Trondheim    |
| Donżon Antypody +10003  | Retour de flammes (2024)         | Vince              |
| Donżon Parady 7         | Le Sirop des costauds (2025)     | Tébo               |
| Donżon Parady 8         | L'Hostellerie des impôts (2025)  | Erwann Surcouff    |
| Donżon Parady 9         | Nécromancien pour de faux (2025) | Delaf              |
| Donżon Parady 10        | Micro-héros (2025)               | Willy Ohm          |
| Donżon Parady 11        | Éternal repos (2025)             | Thibaut Soulcié    |
| Donżon Parady 12        | Chaos crescendo (2025)           | Mathieu Burniat    |